# Bond girl

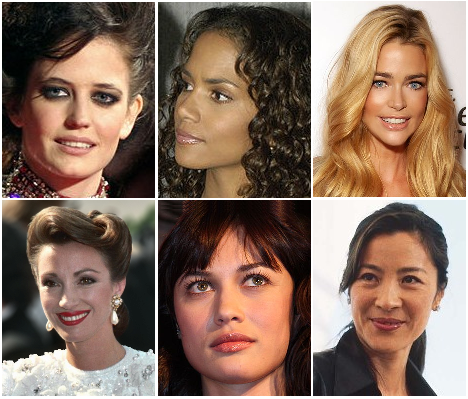
Una rassegna di varie Bond girl cinematografiche (da sinistra, in senso orario): Eva Green (Vesper Lynd in Casino Royale), Halle Berry (Giacinta Johnson ne La morte può attendere), Denise Richards (Christmas Jones ne Il mondo non basta), Michelle Yeoh (Wai Lin ne Il domani non muore mai), Olga Kurylenko (Camille Montes in Quantum of Solace) e Jane Seymour (Solitaire in Vivi e lascia morire).

Bond girl è l'appellativo che viene dato al personaggio femminile principale dei romanzi o dei film aventi quale protagonista James Bond. Per estensione, viene detta Bond girl anche l'attrice che interpreta tale personaggio.
Le Bond girl assumono diversi ruoli all'interno della vicenda: spesso sono vittime salvate da Bond, compagne e/o alleate, ma possono anche essere membri delle organizzazioni nemiche e, in modo particolare, l'assistente del cattivo. Alcune di esse hanno una funzione ornamentale: sono ininfluenti e non hanno alcun tipo di coinvolgimento nelle missioni di Bond (si pensi, ad esempio, a Sylvia Trench in Agente 007 - Licenza di uccidere); altre, invece, rappresentano un ruolo chiave per il successo dell'operazione (si pensi, in questo caso, a Pussy Galore in Agente 007 - Missione Goldfinger e a Domino Derval in Agente 007 - Thunderball (Operazione tuono)). Altri personaggi femminili della serie, come Judi Dench nel ruolo di M e Miss Moneypenny, non sono Bond girl.
Frequentemente i loro nomi costituiscono doppi sensi o giochi di parole; ad esempio: Pussy Galore, Plenty O'Toole, Honey Ryder, Xenia Onatopp, Holly Goodhead, Mary Goodnight, Tiffany Case, Vesper Lynd. Le Bond girl sono concordemente considerate simbolo di fascino e raffinatezza.

## Letteratura
(Da Al servizio segreto di Sua Maestà di Ian Fleming)
Quasi in ogni romanzo di Ian Fleming, così come nei racconti, è presente un personaggio femminile qualificabile come Bond girl; e la maggior parte di esse ha avuto una rappresentazione al cinema. Nonostante ognuna di loro possieda tratti significativi e individuali, nella forma letteraria identificano un canone ben preciso; molte sono infatti le caratteristiche in comune. Il primo è l'età: tranne eccezioni tra venti e venticinque anni (si vedano, ad esempio, Tatiana Romanova 24, Solitaire 25, Vivienne Michel 23, Kissy Suzuki 23), dieci in meno di Bond – che sembra sempre averne trentacinque. La più giovane sembrerebbe essere Gala Brand; ma due sono le ipotesi avanzate riguardo alla sua età: una prima che la vede non oltre i vent'anni; e una seconda – meno accreditata – che la porrebbe tra i trentacinque e i quaranta. Si dovranno allora prendere, come più giovane, la diciottenne massaggiatrice Mariko Ichiban in Si vive solo due volte; e, come più "vecchie", le trentenni Pussy Galore e Domino Vitali.
Tutte le Bond girl si rifanno ad un preciso schema di bellezza. Donne dal corpo sinuoso e magnifico, dal comportamento deciso e dal carattere sufficientemente sfacciato, uniscono - nel vestiario - i modelli più diretti di femminilità ben evidenziati dai pochi elementi di gioielleria, e un modello mascolino: larghe cinture e scarpe di pelle. Tuttavia, la presentazione secondo questi caratteri non sarà univoca, e le variazioni nel vestiario sono frequenti: si passa da apparizioni in abito da sera a apparizioni in costume da bagno, e occasionalmente si mostreranno svestite. Ostentano spesso una notevole abbronzatura (anche se qualcuna, ed è il caso di Solitaire, Tatiana Romanova, Pussy Galore, sarà evidentemente pallida), e non sono solite usare - se non quel poco - il trucco o smaltare unghie di mani e piedi. Non c'è un canone per il colore dei capelli; dal biondo oro di Mary Goodnight si passa gradatamente al biondo rame di Gala Brand, al castano di Tatiana Romanova, al castano scuro di Solitaire e, infine, al nero di Vesper Lynd, tuttavia condividono tutte un'acconciatura disinvolta che cade naturalmente sulle spalle. Non esiste canone nemmeno per il colore degli occhi, nel maggiore dei casi azzurro, ma anche scuro (Pussy Galore) e, come nel caso di Tiffany Case, variabile dal grigio al grigio-blu, a seconda del colore e della intensità della luce.
(Espressione detta quando una Bond girl si fa conquistare da 007)
La prima Bond girl - paradigma del genere - è Vesper Lynd in Casino Royale, e rappresenta il modello di aspetto e di carattere sul quale tutte le successive figure femminili, in un certo senso, si appiattiranno: può vantare tutte quelle qualità sopra elencate. D'altra parte, però, c'è Domino Vitali, che si allontana dal precedente modello incarnando tutte quelle caratteristiche rimaste escluse in Vesper: tratti sottilmente mascolini, forte abbronzatura, un taglio di capelli in stile Brigitte Bardot e un costume da bagno sportivo bianco e nero.
Oltre l'aspetto fisico e l'indiscussa bellezza, la caratteristica più rilevante e più conosciuta delle Bond girl è il doppio senso, il gioco di significati della loro onomastica. Alcuni di questi sono spiegati nei romanzi. Ad esempio, il vero nome di Solitaire, soprannome per Simone Latrelle, lo si deve al fatto che esclude gli uomini dalla propria vita. Inoltre, la già nominata Gala Brand prende il nome dall'incrociatore su cui il padre faceva il comandante: HMS Galatea (71). Si ritiene che il gioco dei nomi cominci fin da Casino Royale, primo romanzo di Ian Fleming; qui il personaggio femminile di Vesper Lynd costituirebbe un gioco di parole, e più specificamente una paronomasia di West Berlin, che ricondurrebbe alla falsa lealtà e al doppio gioco tenuto nei confronti dell'Unione sovietica. In alcuni dei nomi vi sono anche riferimenti sessuali: Pussy Galore, per esempio, può essere tradotto in italiano con "gatta in calore". Tuttavia, altri personaggi femminili hanno nomi comuni (Tatiana Romanova, Mary Ann Russell, Judy Havelock, Tracy Bond).

## Lista delle Bond girl

### Ian Fleming
- Vesper Lynd, è un personaggio del romanzo Casino Royale del 1953. È una dipendente dei servizi segreti britannici a cui viene affidato il compito di assistere James Bond durante la sua missione, che consiste nel battere al tavolo da gioco Le Chiffre. Nel romanzo Vesper è l'assistente personale del capo della sezione S dell'MI6, teoricamente coinvolta in un semplice "lavoro di collegamento", rivelatosi in seguito un affare serio. Nel film invece rappresenta il Ministero delle finanze britannico nel delicato compito di contabile, un compito di controllo sui fondi messi a disposizione di Bond.
- Solitaire, è un personaggio del romanzo Vivi e lascia morire del 1954.
- Gala Brand, è la Bond girl di Moonraker: il grande slam della morte del 1955.
- Tiffany Case, dal romanzo Una cascata di diamanti del 1956. È una contrabbandiera professionista che lavora a sua insaputa per la SPECTRE. Donna di forte temperamento e di forte carattere con gli uomini, è coinvolta in un traffico di diamanti tra Olanda e Stati Uniti per conto di Ernst Stavro Blofeld, capo dell'organizzazione criminale. Nel film si evince l'origine del suo nome, legato all'accidentale luogo di nascita: Tiffany & Co.. Si presenta spesso in bikini e guida una Ford Mustang di colore rosso.
- Tatiana Romanova, è un personaggio del romanzo A 007, dalla Russia con amore del 1957. È un caporale dell'intelligence sovietica. Viene reclutata da Rosa Klebb per portare James Bond a Istanbul al fine di rubare il Lektor, una macchina in grado di decodificare codici segreti. Nella versione cinematografica il personaggio non subisce grandi adattamenti. Nonostante la trama del film sia differente da quella del libro, questo non riguarda il ruolo della principale Bond girl che rimane inalterato anche se meno approfondito psicologicamente.
- Honey Ryder, dal romanzo Licenza di uccidere del 1958. È una commerciante di conchiglie giamaicana, discendente da una vecchia famiglia coloniale. Rimase orfana all'età di cinque anni, quando la casa dei genitori venne distrutta a causa di un incendio. Fino a quindici anni visse insieme a suo nonno in una cantina, poi il nonno morì. Quindi, trovata la stabilità e una residenza, racconta di essere stata violentata da colui che sorvegliava la sua abitazione; ma ebbe modo, in seguito, di vendicarsi uccidendolo. Nella serie cinematografica Ryder viene considerata la prima Bond girl, anche se non è la prima ragazza che Bond incontra nella missione; prima di lei, infatti, si incontrano Sylvia Trench e Miss Taro. L'apparizione nel film, l'emersione dall'oceano in costume bianco con due grandi conchiglie, mentre il sole risplende sui capelli biondi, è un momento classico nell'iconografia di James Bond ed è anche una delle scene più famose nella storia del cinema. Nel ventesimo film della serie, Agente 007 - La morte può attendere, Halle Berry interpretò come omaggio una scena simile, indossando un costume arancione.
- Pussy Galore, personaggio del romanzo Missione Goldfinger del 1959. È presentata come l'unica donna degli Stati Uniti d'America a guidare un'organizzazione criminale. Prima guidò un gruppo di trapeziste, Pussy Galore and her Abrocats; un'esperienza fallimentare, così lo allenò al crimine e alla rapina. Il suo gruppo crebbe all'interno di un'organizzazione lesbica di Harlem conosciuta con il nome di The Cement Mixers. Pussy ha i capelli neri, la carnagione pallida, e possiede gli unici occhi viola che Bond abbia mai visto nella sua vita. Ha circa trent'anni, una voce bassa e seducente. Anche lei lesbica, racconta a Bond di esserlo diventata dopo aver subito, all'età di dodici anni, violenza sessuale da parte di suo zio. Nella serie cinematografica, la sua precedente storia è taciuta e, allo stesso tempo, non vengono apertamente dichiarate le sue tendenze sessuali - delle quali permangono soltanto brevi accenni. In accordo con le indicazioni della censura, i produttori pensarono di cambiare nome in Kitty Galore, più neutro e meno volgare, ma quando i giornali britannici pubblicarono alcune indiscrezioni che vedevano Honor Blackman nel ruolo di Pussy, anche la produzione decise per questo nome. È l'attrice più vecchia nel ruolo di Bond girl.
- Jill Masterton e Tilly Masterton, dal romanzo Missione Goldfinger del 1959. Sorelle intente a vendicarsi di Auric Goldfinger, Jill, assistente personale di Auric, viene uccisa dallo stesso in seguito al suo tradimento. Tilly, decisa a vendicarsi della morte di sua sorella  è diretta verso il proprio stabilimento dalle parti di Ginevra, in Svizzera. Si imbatte in James Bond, agente segreto in missione per scoprire i piani del malvagio contrabbandiere. La Jill Masterton di Shirley Eaton - che nel film prende il nome di Jill Masterson - è una delle bond girl preferite dal pubblico, ed è entrata, insieme a Honey Ryder di Ursula Andress, alla Pussy Galore di Honor Blackman e alla Vesper Lynd di Eva Green, nella classifica delle migliori dieci.[13]
- Mary Ann Russell, è un personaggio del romanzo Paesaggio e morte del 1960.
- Judy Havelock, dal romanzo Solo per i tuoi occhi del 1960.
- Lisl Baum, dal romanzo Rischio del 1960.
- Liz Krest, dal romanzo La rarità Hildebrand del 1960.
- Domino Vitali, è un personaggio del romanzo Operazione tuono del 1961. È la principale Bond girl del romanzo. Dominetta Petacchi - questo il suo vero nome - è una ragazza italiana che, dopo aver frequentato il Cheltenham Ladies College in Inghilterra e dopo aver studiato recitazione alla Royal Academy of Dramatic Art, è costretta a tornare nel paese natale a seguito della morte dei suoi genitori in un incidente ferroviario. Proprio in Italia, diventa l'amante del pericoloso criminale e nemico di James Bond, Emilio Largo. Bond e Domino si incontrano a Nassau, sul Disco Volante, lo yacht di Largo, il quale nel frattempo è con i suoi compagni (chiamati da Domino "azionisti") a caccia di tesori nascosti in mare. Alla fine Domino ritorna sul Disco Volante aiutando Bond nella missione, tuttavia viene scoperta e catturata da Largo, che la tortura. Infine, però, riesce a liberarsi mentre Largo cerca di ultimare i suoi piani. Proprio mentre Largo sta per eliminare Bond, Domino interviene e lo colpisce alle spalle con un fucile subacqueo, uccidendolo. Riesce così a vendicare la morte del fratello e le ingiustizie subite dal criminale. Nel primo film Thunderball nella prima stesura della sceneggiatura il personaggio aveva nome Dominetta Palazzi. Poi, quando venne assegnato il ruolo a Claudine Auger, il nome fu cambiato in Dominique Derval per rispecchiare la nazionalità francese dell'attrice[senza fonte]. Il primo incontro con Bond avviene a Nassau, in mare; Domino, nuotando, rimane incastrata sul fondale marino, ma l'agente segreto interviene tempestivamente e la salva. A quel punto, Bond torna alla sua imbarcazione dove Paula Caplan lo stava aspettando, ma decide di fingere un guasto al motore per poter imbarcarsi con Domino e scoprire qualcosa in più su di lei. In Mai dire mai il personaggio interpretato questa volta da Kim Basinger venne rinominato Domino Petachi, sulla struttura di Domino Derval. Domino non è più solo il soprannome, ma diventa il nome vero e proprio. Diversamente da quanto avveniva in Agente 007 - Thunderball (Operazione tuono), è da lungo tempo l'amante di Emilio Largo. Incontra Bond a Monte Carlo in un centro termale; lui finge di essere un massaggiatore e offre un massaggio alla ragazza, dandole molto piacere. Solo in seguito Domino realizzerà che non era chi fingeva di essere. Poco prima di essere interrotti da Largo, Bond rivela a Domino la morte del fratello Jack.

- Patricia Fearing, seconda Bond girl del romanzo Operazione tuono del 1961. Nel romanzo, come nel film, Patricia è un'infermiera che lavora in un centro benessere col compito di tenere in cura James Bond durante la sua permanenza. Al primo incontro respinge le consuete avance di Bond dimostrandosi fredda e impassibile; ma, in seguito ad un incidente con una macchina per la trazione muscolare, durante il quale il Conte Lippe aveva cercato di uccidere l'agente segreto mandando fuori controllo i comandi della macchina, sarà proprio Patricia a salvarlo.
- Vivienne Michel, dal romanzo La spia che mi amava del 1962.
- Tracy Bond, personaggio del romanzo Al servizio segreto di sua maestà del 1963. Nasce dal matrimonio fra il capu della Mafia corsa, Marc-Ange Draco, e sua moglie, una donna inglese. Dopo la morte della madre, viene mandata a terminare il ciclo scolastico in Svizzera. Diviene, da adolescente, la pupilla del padre sebbene inizi a divenire nota in quanto protagonista della cronache mondane di tutto il mondo. Durante un tentativo di suicidio il suo destino si unisce a quello della spia britannica James Bond. Lui la salva in extremis e viene assoldato dal padre di lei per distrarla dalla tristezza. Sebbene rifiuti, fra i due si rivela esserci vero amore che culmina con il matrimonio. Partiti per il viaggio di nozze, durante una sosta in cui 007 toglie i fiori dalla sua Aston Martin, addobbata per l'occasione, Tracy viene uccisa per sbaglio (al posto del vero obbiettivo, cioè Bond). Nel film Agente 007 - Al servizio segreto di Sua Maestà del 1969, è interpretata da Diana Rigg.
- Ruby Windsor, è una Bond Girl del romanzo Al servizio segreto di sua maestà del 1963.
- Solange, personaggio del romanzo 007 a New York del 1963.
- Kissy Suzuki, dal romanzo Si vive solo due volte del 1964. È la bond girl principale nel romanzo. È una pescatrice. Quando Bond, in seguito allo scontro con Ernst Stavro Blofeld, perde la memoria, Kissy, innamorata di lui, decide di tenerlo con sé, e lei rimane incinta. Bond questo lo scoprirà anni dopo, conoscendo proprio il figlio di Kissy, morta di cancro anni dopo la fine della loro relazione, avvenuta a causa di un lavaggio del cervello subito da Bond durante il suo soggiorno nell'Unione Sovietica. Nell'omonimo film, è interpretata dall'attrice giapponese Mie Hama.
- Mariko Ichiban, è una Bond Girl del romanzo Si vive solo due volte del 1964.
- Mary Goodnight, dal romanzo L'uomo con la pistola d'oro del 1965. Diventa la seconda segretaria di Bond, di cui si innamora e con cui intreccia una relazione. Nel film, Mary (interpretata da Britt Ekland) è un agente segreto dell'MI6, che deve aiutare Bond a sconfiggere Francisco Scaramanga, ovvero "l'uomo dalla pistola d'oro".
- Trigger, Bond girl del romanzo Il lume dell'intelletto del 1966.
- Maria Freudenstein, personaggio del romanzo Di proprietà di una signora del 1966.
- Trudi Oberhauser, dal romanzo Octopussy del 1966.

### Robert Markham
| Romanzo           | Bond girl |
| ----------------- | --------- |
| Il colonnello Sun | Arianna   |

### John Gardner
| Romanzo                           | Bond girl                                                                       |
| --------------------------------- | ------------------------------------------------------------------------------- |
| Rinnovo di licenza                | Lavender Peacock Ann Reilly                                                     |
| Per servizi speciali              | Cedar Leiter Nena Bismaquer Ann Reilly                                          |
| Nella morsa di ghiaccio           | Paula Vacker Rivke Inberg                                                       |
| Ruolo d'onore                     | Persephone Proud Cindy Chalmer                                                  |
| Nessuno vive per sempre           | principessa Sukie Tempesta Nannette Tata Norrich                                |
| Senza tregua                      | Ebbie Heritage                                                                  |
| Operazione Scorpius               | Harriet Horner                                                                  |
| Operazione Invincible             | Beatrice Maria da Ricci Nikki Ratnikov                                          |
| Vendetta privata                  | Pam Bouvier Lupe Lamora                                                         |
| James Bond: Scatole cinesi        | Sue Chi-Ho detta Chi-Chi                                                        |
| James Bond: Operazione Barbarossa | Nina Bibikova Stéphanie Adoré                                                   |
| Niente è per sempre               | Elizabeth St. John                                                              |
| Niente fiori per James Bond       | Fredericke Flicka von Grüsse                                                    |
| Mai giocare col fuoco             | Fredericke Flicka von Grüsse                                                    |
| GoldenEye                         | Natalia Simonova Xenia Onatopp                                                  |
| Missione COLD                     | principessa Sukie Tempesta Toni Nicoletti Felicia Fliss Beatrice Maria de Ricci |

### Raymond Benson
| Romanzi/Racconti                   | Bond girl                                    |
| ---------------------------------- | -------------------------------------------- |
| La morte viene dal passato         | Cheryl Haven                                 |
| Conto alla rovescia                | Sunni Pei                                    |
| Il Domani non muore mai            | Wai Lin Paris Carver Prof.ssa Inga Bergstrom |
| Obiettivo Decada                   | Niki Mirakos                                 |
| Tempo di uccidere                  | Helena Marksbury Hope Kendall Cindy Chalmer  |
| Morte in una notte di mezza estate | Lisa Dergan                                  |
| Omicidio in diretta                | Natalia Lustokova Janet Davies               |
| Il mondo non basta                 | Elektra King dr. Christmas Jones             |
| Doppio gioco                       | Heidi Taunt Hedy Taunt Dr. Kimberley Feare   |
| Mai sognare di morire              | Tylyn Mignonne                               |
| L'uomo dal tatuaggio rosso         | Mayumi McMahon Reiko Temura                  |
| La morte può attendere             | Jinx Miranda Frost                           |

### Charlie Higson
| Romanzo                     | Bond girl               |
| --------------------------- | ----------------------- |
| Silverfin. Missione segreta | Selvaggia Lawless       |
| Sete di sangue              | Amy Goodenough Vendetta |
| Spara o muori               | Kelly Kelly             |

### Sebastian Faulks
- Non c'è tempo per morire
  - Scarlett Papava

### Jeffrey Deaver
- Carta bianca
  - Felicity Willing

### William Boyd
- Solo
  - Bryce Fitzjohn
  - Aleesha Belem

### Anthony Horowitz
- Trigger Mortis
  - Pussy Galore
  - Jeopardy Lane

## Televisione
- Casino Royale (1954)
  - Valerie Mathis

## Cinema
| Film                              | Bond girl                                                               | Attrice                                                                             |
| --------------------------------- | ----------------------------------------------------------------------- | ----------------------------------------------------------------------------------- |
| Licenza di uccidere               | Honey Ryder Sylvia Trench Miss Taro                                     | Ursula Andress Eunice Gayson Zena Marshall                                          |
| Dalla Russia con amore            | Tatiana Romanova Sylvia Trench ragazze zingare                          | Daniela Bianchi Eunice Gayson Martine Beswick, Aliza Gur                            |
| Missione Goldfinger               | Pussy Galore Jill Masterson Tilly Masterson Dink Bonita                 | Honor Blackman Shirley Eaton Tania Mallet Margaret Nolan Nadja Regin                |
| Thunderball: Operazione tuono     | Domino Derval Fiona Volpe Patricia Fearing Paula Caplan Mille. La Porte | Claudine Auger Luciana Paluzzi Molly Peters Martine Beswick Marise Mitsouko         |
| Si vive solo due volte            | Kissy Suzuki Aki Ling Helga Brandt                                      | Mie Hama Akiko Wakabayashi Tsai Chin Karin Dor                                      |
| Al servizio segreto di Sua Maestà | Tracy di Vincenzo Nancy Ruby Bartlett                                   | Diana Rigg Catherine Schell Angela Scoular                                          |
| Una cascata di diamanti           | Tiffany Case Marie Plenty O'Toole Bambi Tamburino                       | Jill St. John Denise Perrier Lana Wood Lola Larson Trina Parks                      |
| Vivi e lascia morire              | Solitaire Rosie Carver Miss Caruso                                      | Jane Seymour Gloria Hendry Madeline Smith                                           |
| L'uomo dalla pistola d'oro        | Mary Goodnight Andrea Anders Saida Chew Mee                             | Britt Ekland Maud Adams Carmen Sautoy Francoise Therry                              |
| La spia che mi amava              | Anya Amasova Harem Tent Girl Log Cabin Girl Naomi Felicca               | Barbara Bach Felicity York Sue Vanner Caroline Munro Olga Bisera                    |
| Moonraker - Operazione spazio     | Holly Goodhead Corinne Dufor Manuela Hostess Private Jet                | Lois Chiles Corinne Cléry Emily Bolton Leila Shenna                                 |
| Solo per i tuoi occhi             | Melina Havelock Lisl von Schlaf Bibi Dahl                               | Carole Bouquet Cassandra Harris Lynn-Holly Johnson                                  |
| Octopussy - Operazione piovra     | Octopussy Magda Penelope Smallbone Bianca                               | Maud Adams Kristina Wayborn Michaela Clavell Tina Hudson                            |
| Bersaglio mobile                  | Stacey Sutton Kimberly Jones May Day Pola Ivanova Jenny Flex Pan Ho     | Tanya Roberts Mary Stävin Grace Jones Fiona Fullerton Alison Doody Papillon Soo Soo |
| Zona pericolo                     | Kara Milovy Rosika Miklos Linda Rubavitch                               | Maryam d'Abo Julie T. Wallace Kell Tyler Virginia Hey                               |
| Vendetta privata                  | Pam Bouvier Lupe Lamora Della Churchill Loti                            | Carey Lowell Talisa Soto Priscilla Barnes Diana Lee-Hsu                             |
| GoldenEye                         | Natalya Simonova Xenia Onatopp Caroline Irina                           | Izabella Scorupco Famke Janssen Serena Gordon Minnie Driver                         |
| Il domani non muore mai           | Wai Lin Paris Carver Prof. Inga Bergstøm                                | Michelle Yeoh Teri Hatcher Cecile Thomsen                                           |
| Il mondo non basta                | Christmas Jones Elektra King Dr. Molly Warmflash Cigar Girl             | Denise Richards Sophie Marceau Serena Scott Thomas Maria Grazia Cucinotta           |
| La morte può attendere            | Giacinta Johnson Miranda Frost                                          | Halle Berry Rosamund Pike                                                           |
| Casino Royale                     | Vesper Lynd Solange Valenka                                             | Eva Green Caterina Murino Ivana Miličević                                           |
| Quantum of Solace                 | Camille Montes Strawberry Fields                                        | Olga Kurylenko Gemma Arterton                                                       |
| Skyfall                           | Sévérine                                                                | Bérénice Marlohe                                                                    |
| Spectre                           | Madeleine Swann Lucia Sciarra Estrella                                  | Léa Seydoux Monica Bellucci Stephanie Sigman                                        |
| No Time to Die                    | Madeleine Swann Paloma Nomi                                             | Léa Seydoux Ana de Armas Lashana Lynch                                              |